# بلاط، جبیل
بلاط (به عربی: بلاط) یک منطقهٔ مسکونی در لبنان است که در شهرستان جبیل واقع شده‌است.
 بلاط   ۱۹۰ متر بالاتر از سطح دریا واقع شده‌است.